# Dean Barrow
Dean Oliver Barrow (f. 2. marts 1951) var Belizes premierminister fra 8. februar 2008 til 12. november 2020.
Han var udenrigsminister i 1993-98.
Rapperen Shyne er hans søn.